# سایوز ام‌اس-۲۲
سایوز ام‌اس-۲۲ ((به روسی: Soyuz MS-22)) یک پرواز فضایی روسی سایوز به ایستگاه فضایی بین‌المللی با سه خدمه است که در ۲۱ سپتامبر ۲۰۲۲ از پایگاه فضایی بایکونور به فضا پرتاب شد. این پرتاب در اصل برای راه‌اندازی در ۱۳ سپتامبر ۲۰۲۲ برنامه‌ریزی شده بود. اما در مانیفست پرواز موقتی که در تابستان ۲۰۲۰ توسط روسکوسموس در پایان آماده شد، پرتاب ۱۸۸ روزهٔ سایوز ام‌اس-۲۲ تا ۲۱ سپتامبر ۲۰۲۲ به تعویق افتاد. این مأموریت قبل از تهاجم روسیه به اوکراین در سال ۲۰۲۲ برنامه‌ریزی شده بود. در این شرایط، ادامهٔ همکاری بین‌المللی در مورد ایستگاه فضایی بین‌المللی به دلیل رویداد جاری و وجود تحریم‌های مرتبط با روسیه، در هاله‌ای از ابهام قرار گرفته است.